# Reitrodontinis
Els reitrodontinis (Reithrodontini) són una tribu de rosegadors de la família dels cricètids. Totes les espècies d'aquest grup són oriündes de Sud-amèrica. Anteriorment, aquest tàxon tan sols incloïa el gènere Reithrodon, però el 2005 fou expandit a dos altres gèneres fins aleshores considerats incertae sedis. Se n'han trobat restes fòssils a l'Argentina.